# 鍋島光茂
鍋島 光茂（なべしま みつしげ）は、江戸時代前期の大名・歌人。肥前国佐賀藩2代藩主。二条流の歌道の宗匠である三条西実教より古今伝授を受けた。生母は徳川家康の曾孫なので、光茂は家康の玄孫にあたる。

## 生涯
寛永9年（1632年）、鍋島忠直（鍋島勝茂の四男）の嫡男として誕生した。母は姫路藩主松平忠明の長女・牟利（無垢子）。元服して3代将軍・徳川家光より偏諱を受け光茂と名乗る。
明暦3年（1657年）、祖父・勝茂の跡を継ぐ。寛文2年（1662年）、幕府に先んじて殉死を禁止した。天和3年（1683年）、格式差の無かった蓮池藩・小城藩・鹿島藩ら三支藩に三家格式を制定して、佐賀藩の支配下に置いた。
この間、寛文2年（1662年）に佐賀城内に向陽軒御社を設け、貞享4年（1687年）にはここに居所を移して「東御屋敷」と称した（『綱茂年譜』によると政務の際には本丸に出ることもあった）。元禄4年（1691年）、佐賀城内二の丸に聖堂を建立した。
元禄8年（1695年）に隠居し、家督を長男の綱茂に譲った。本丸と二の丸も完全に譲り、翌年に隠居後初めて江戸から佐賀に移るとそのまま東御屋敷に入った。
元禄13年（1700年）、死去。享年69。
京都に出向く大名行列の折には、他藩と比べて装束が見劣りしている。財政的には豊かではなかったと想像される。
山本常朝は光茂に小姓として仕え、光茂の死後出家、田代陣基の対談から『葉隠』を生み出した。

### 三支藩の統制
佐賀藩には蓮池藩・小城藩・鹿島藩の三支藩があり、藩主は初代藩主・鍋島勝茂の子や弟であったことから、当初は格式の差は無かった。しかし、光茂は支藩への統制を強め、延宝5年（1677年）には小城藩主・鍋島直能が藩祖である鍋島直茂が称した加賀守を名乗り、光茂に咎められた。また、延宝6年（1678年）には、異父弟であった蓮池藩主鍋島直之が、独断で八朔の祝いとして4代将軍・徳川家綱に太刀と馬代を献上し、光茂はこれも咎めた。さらに、支藩の家臣を陪臣として、露骨な差別待遇を取ったことから、佐賀に在住していた支藩家臣は佐賀を去っていった。三支藩は連名で光茂に抗議したが、光茂は天和3年（1683年）、三家格式を制定して三支藩を完全に支配下に置くことに成功し、さらに世禄制を実施した。

## 系譜
子女は計41人
- 父：鍋島忠直
- 母：牟利、無垢子 - 松平忠明の長女
- 養父：鍋島勝茂
- 正室：虎姫（柳線院） - 上杉定勝の娘
  - 長男：鍋島綱茂（1652-1707） - 3代藩主
  - 女子：千 - 土井利重正室
  - 女子：水野忠直正室
  - 女子：伊東祐実継室
- 継室：甘姫（栄正院）- 松平光通の養女、中院通純の娘
  - 次男：鍋島吉茂（1664-1730） - 4代藩主。初め矩茂。勝茂の十一男・神代直長の婿養子となり神代直利を名乗るが、綱茂の養子となるため実家に戻る）
- 継々室：振（霊寿院） - 鍋島直朝の養女、執行宗全の娘
  - 十四男：鍋島辰茂
  - 十五男：鍋島宗茂（1687-1755） - 5代藩主。初め直董。神代直利（鍋島吉茂）の跡を継いで神代直堅を名乗るが、吉茂より佐賀藩主の跡目に指名され実家に戻る）
  - 十六男：鍋島茂之 - 鍋島清信の養子
  - 十七男：鍋島徳寛
  - 十八男：神代直方 - 神代直堅（鍋島宗茂）が佐賀藩主家に戻ったのに伴い神代家を継承。以降、直恭─直贇─直興と続いた後、直珍（のちの鍋島直与）が神代家を継いだ
  - 女子：鍋島直恒正室
  - 女子：鍋島嵩就の養女
- 側室：廉
  - 四男：多久茂文（1670-1711） - 多久茂矩の養子
- 側室：小侍従
  - 女子：諫早茂照室
- 側室：フジ
  - 女子：鍋島直朗室
- 側室：真木氏
  - 六男：村田政盛 - 村田政辰の養子
  - 九男：鍋島長行
- 側室：村山氏
  - 女子：鍋島茂正室
- 側室：岡本氏
  - 女子：岡部盛明正室
- 側室：鳥巣氏
- 側室：斎藤氏
- 側室：戸田氏
- 側室：須古氏
- 生母不明の子女
  - 女子：鍋島武興室
- 養子
  - 女子：興祥院 - 鍋島直称正室、小花和成武の娘

## 備考
ドラマ『水戸黄門』（当時は「ナショナル劇場」）第5部・第24話「二人の御老公（佐賀）」（1974年放送）では森繁久彌が演じ、水戸光圀（東野英治郎）の親友であり悪友という設定となっている。ちなみに、森繁は光圀役の候補として挙げられていた。